# The Oregon Trail: American Settler
The Oregon Trail: American Settler est un jeu freemium développé par Gameloft et sorti le 17 novembre 2011. Il s'agit d'un spin-off du jeu vidéo The Oregon Trail (1982). 

## Gameplay
Après avoir terminé une partie standard de The Oregon Trail (en), les joueurs d'American Settler doivent construire une nouvelle ville à la frontière. Comme beaucoup d'autres titres freemium, les joueurs doivent acquérir de l'argent et l'utiliser pour acheter des bâtiments et d'autres biens afin de maintenir une production florissante. Le jeu est similaire à d'autres jeux du même genre de simulateur d'agriculture, tels que FarmVille et FrontierVille qui partagent la même perspective de haut en bas du paysage.

## Sortie
American Settler est sorti le 17 novembre 2011. 

## Réception
Le jeu a obtenu une note Metacritic de 66% sur la base de 4 critiques. Multiplayer a déclaré que le jeu était amusant au début, mais qu'il s'est vite dégradé. Ils ont donné au jeu une note de 65/100.